# Californium(III)-iodid
Californium(III)-iodid ist ein Iodid des künstlichen Elements und Actinoids Californium mit der Summenformel CfI3. Es ist ein rotorangefarbener Feststoff und konnte in Mikrogramm-Mengen im Hochvakuum hergestellt werden. Es kann bei 500 °C aus Californium(III)-hydroxid (Cf(OH)3) und Iodwasserstoff (HI) dargestellt werden:
{\displaystyle {\ce {Cf(OH)3 + 3 HI -> CfI3 + 3 H2O}}}
Das Triiodid sublimiert bei ~ 800 °C ohne zu schmelzen. Es kristallisiert im trigonalen Kristallsystem in der Raumgruppe R3 (Nr. 148) mit den Gitterparametern a = 758,7 pm und c = 2081,4 pm mit sechs Formeleinheiten pro Elementarzelle. Seine Kristallstruktur ist isotyp mit Bismut(III)-iodid. Die optischen Spektren des CfI3 zeigen Absorptionspeaks, die einer Vorhersage entsprechen, die aus einer Extrapolation der entsprechenden Peakpositionen des CfCl3 und des CfBr3 stammen.